# Saurida microlepis
Espèce
Saurida microlepis est une espèce de poissons de la famille des Synodontidae.

## Systématique
L'espèce Saurida microlepis a été décrite pour la première fois en 1931 par les ichtyologues chinois Hsien-wen Wu (d) (1900-1985) et Wang King-Fu .

## Distribution
Cette espèce se rencontre uniquement dans le détroit de Corée et dans la mer Jaune.

## Description
Saurida microlepis peut mesurer jusqu'à 45,0 cm.

## Étymologie
Son épithète spécifique, microlepis, fait référence à la taille de ses écailles, permettant de le distinguer des autres espèces du genre Saurida connues lors de sa découverte.

## Publication originale
- (zh) Wu Hsien-Wen et Wang King-Fu, Four new fishes from Chefoo., coll. « Contributions from the Biological Laboratory of the Science Society of China », 1931, 1-7 p., chap. 1.